# CCC-CHALLENGE COVER COLLECTION-
『CCC-CHALLENGE COVER COLLECTION-』（トリプルシー チャレンジ・カバー・コレクション）は、2007年2月7日にavex traxから発売されたAAAの初のカバーアルバム。

## 解説
- AAA1枚目のカバーアルバム。
- 「CD」、「CD+DVD」の2形態での発売。
- DVDには「CRAZY GONNA CRAZY」のミュージッククリップとオフショットが収録されている。
- ジャケットはそれぞれ異なる。ただし、メンバーの向いている方向と顔の角度等が多少変わるだけである。
- 収録内容は主にデビューから配信限定曲としてカバーしてきた楽曲、新曲カバー楽曲を収録。

## 収録曲

### CD
1. CRAZY GONNA CRAZY (5:21)
作詞・作曲：小室哲哉 / 編曲：宮永治郎
  - リード曲。TRF「CRAZY GONNA CRAZY」のカバー。
2. Bomb A Head! (3:14)
作詞：m.c.A・T / 作曲・編曲：Akio Togashi
  - m.c.A・T「Bomb A Head!」のカバー。
3. YA-YA-YA (4:59)
作詞：佐藤ありす / 作曲：横山輝一 / 編曲：小西貴雄
  - ZOO「YA-YA-YA」のカバー。
4. モンキー・マジック (3:35)
作詞：奈良橋陽子 / 作曲：タケカワユキヒデ / 編曲：平田祥一郎
  - ゴダイゴ「モンキー・マジック」のカバー。
5. Feel Like dance (5:54)
作詞：小室哲哉、MARC / 作曲：小室哲哉 / 編曲：REO
  - globe「Feel Like dance」のカバー。
6. sure danse (3:21)
作詞・作曲：米米CLUB / 編曲：田辺恵二
  - 米米CLUB「sure danse」のカバー。
7. Be cool! (4:55)
作詞：秋元康 / 作曲・編曲：後藤次利
  - 野猿「Be cool!」のカバー。
8. I SAW MOMMY KISSING SANTA CLAUS (3:28)
作詞・作曲：Tommie Connor / 編曲：YU
  - Jimmy Boyd「ママがサンタにキスをした」の英語版カバー。
9. みんなスター! (3:54)
作詞・作曲：Matthew Gerr Are、Robbie Nevil / 編曲：華原大輔
  - CMタイアップ曲。ディズニー・チャンネル「ハイスクール・ミュージカル」のカバー。
10. もう恋なんてしない (4:26)
作詞・作曲：槇原敬之 / 編曲：華原大輔
  - 新曲カバー曲。槇原敬之「もう恋なんてしない」のカバー。

| #         | タイトル                           | 作詞      | 作曲・編曲 | 監督                                    | 時間 |
| --------- | ---------------------------------- | --------- | ---------- | --------------------------------------- | ---- |
| 1.        | 「CRAZY GONNA CRAZY (Music Clip)」 |           |            | Ippe~Morita（Saloon）                   | 5:59 |
| 2.        | 「Off Shot Movie」                 |           |            | Hirohisa Ishihara（Dance Not Act Inc.） | 3:29 |
| 合計時間: | 合計時間:                          | 合計時間: | 9:28       |                                         |      |